# Півень (символ)

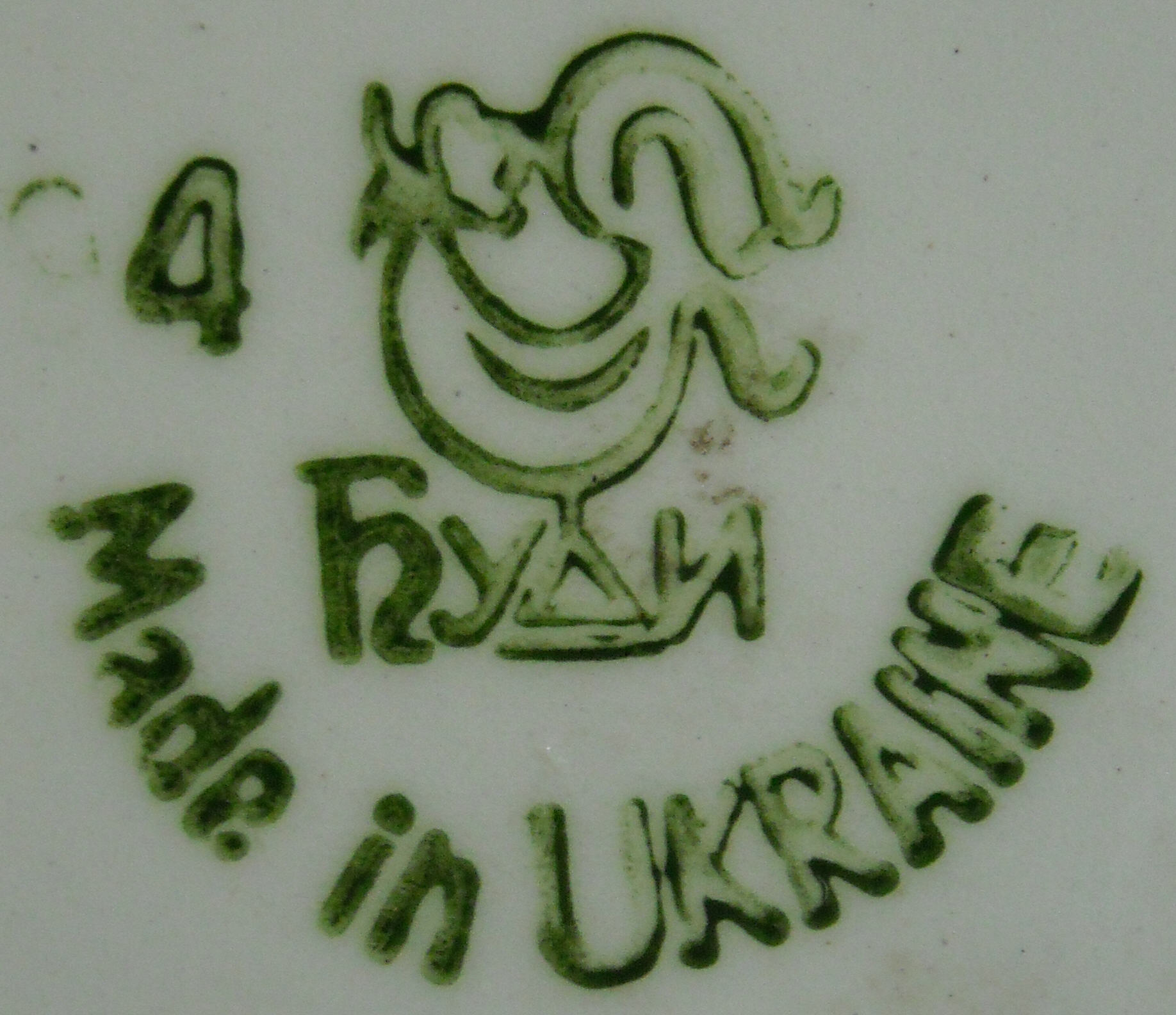
Півень на клеймі Будянського фаянсового заводу (використовувався з 1960-х років)

Пі́вень — символ сонця, світла, вогню, войовничості; пильності; воскресіння; смерті та зла; сили чоловічої плоті; домовитості; господарності; каяття /у християнстві/; передвісника біди, нещастя; жертви; відкривача скарбів; також він є оберегом від пожежі.
Півень — надзвичайно поширений і багатоплановий символ. У багатьох міфопоетичних системах він символізував войовничість. Наприклад, верховного китайського бога війни Тайї зображували як істоту з тулубом півня і головою людини. Ватажок війська бога індуїстської міфології Сканда мав такі головні атрибути: спис, лук, півень.
Цей птах був тотемом у південнокорейських племен. Ірландська богиня Бригіта /цілительниця/ уявлялася, зокрема, у вигляді трьох півнів. Фригійський бог — цілитель /водночас покровитель могил/ їздив на коні і півні.
Дуже поширений був мотив півня як символу жертовності. Росіяни, білоруси приносили його у жертву баннику (духу бані), домовику (духу оселі), водянику.
Світова міфологія залишала пам'ять про півня як істоту, якої боїться нечисть (чорти, стригої, відьми та ін.). Наприклад, китайський чарівний птах Чунмін, що боровся із нечистою силою, був схожим на півня, василіск — потворний змій — губитель — боявся лише півня. Цікаво, що, за міфами, він вилупився із яйця, знесеного півнем.
У праукраїнців півень вважався передвісником зорі, сходу Сонця, а, отже, пробудження життя. Не випадково існувала така народна назва як «будимир», тобто «буди світ». Півень, за даними О. Афанасьєва, був «представником грозового полум'я», «символом вогню», «уособленням домашнього вогнища». Ось чому стилізоване зображення його знаходимо на дахах, шпилях будівель, скринях, рушниках. Це був водночас талісман проти пожежі і вогню. До речі, за даними А. Голана, у Китаї півень на стіні — оберіг від стихії полум'я.
Водночас чорний півень у язичників символізував смерть, пов'язувався із підземним світом. Отже, цей птах був своєрідним символом — моделлю цілого комплексу: життя — смерть — воскресіння. Це відбито у народній загадці «Двічі народився, ні разу не христився, сам співав, а помер — не відспівали». У багатьох регіонах одяг покійників виносили у курник, щоб півень «відспівав», отже «очистив» від впливу смерті.
За даними Г. Булашева, спів півня віщував в Україні прихід гостей, а спів біля вікна — нещастя, смерть. Чорного півня не тримали у дворі /буде сварка між господарями/. Вірили, що існує «півень — царик», якого боїться сам Диявол. Чумаки, вирушаючи в дорогу, брали його як найкращий оберіг. Існувала легенда і про півня, який може відкривати скарби /Булашев Г. Український народ… С.349-350/.
Півень символізував і силу чоловічої плоті, тому наречений у деяких країнах під час весільної церемонії ніс саме півня.
Півню приписували здатність пророкувати біду, що відбито, зокрема, у казці про «Золотого півника».
У фольклорі цей птах виступає як символ войовничості і водночас домовитості: «Як два півні», «Ходити півнем», «Без півня оселя глуха».
У християнстві півень — символ каяття. Спів півня /за Біблією/ нагадує апостолу Петру про малодушне відступництво від Христа і викликає сльози провини і спокути.
Зображення півня міститься на багатьох гербах та емблемах.